# Alexi Pappas
Alexi Pappas (in greco Alexi Παππάς; 28 marzo 1990) è una mezzofondista e siepista statunitense naturalizzata greca.
Il 1º maggio 2016 ha battuto, con il tempo di 31'46"85, il record nazionale greco dei 10 000 metri, precedentemente detenuto da Chrysostomia Iakovou che ai campionati europei del 2002 corse la distanza in 32'18"62.

## Record nazionali
- 10 000 m: 31'46"85 ( Palo Alto, 1º maggio 2016)

## Progressione

### 3000 metri piani indoor
| Stagione  | Risultato | Luogo        | Data      | Rank. Mond. |
| --------- | --------- | ------------ | --------- | ----------- |
| 2016      | 9'05"12   | Portland     | 5-2-2016  | 56ª         |
| 2014-2015 | -         | -            | -         | -           |
| 2013      | 9'12"38   | Fayetteville | 9-3-2013  | 62ª         |
| 2012      | 9'14"75   | Boston       | 27-1-2012 | 70ª         |

### 5000 metri piani
| Stagione | Risultato | Luogo      | Data      | Rank. Mond. |
| -------- | --------- | ---------- | --------- | ----------- |
| 2016     | 15'33"78  | Eugene     | 15-4-2016 | 79ª         |
| 2015     | 15'46"38  | Portland   | 13-6-2015 | 200ª        |
| 2014     | 15'28"38  | Sacramento | 27-6-2014 | 72ª         |

### 10 000 metri piani
| Stagione | Risultato | Luogo     | Data     | Rank. Mond. |
| -------- | --------- | --------- | -------- | ----------- |
| 2016     | 31'46"85  | Palo Alto | 1-5-2016 | 19ª         |
| 2015     | 32'02"22  | Palo Alto | 2-5-2015 | 43ª         |

## Palmarès
| Anno | Manifestazione  | Sede           | Evento        | Risultato | Prestazione | Note             |
| ---- | --------------- | -------------- | ------------- | --------- | ----------- | ---------------- |
| 2016 | Europei         | Amsterdam      | 5000 m piani  | 11ª       | 15'56"75    |                  |
| 2016 | Europei         | Amsterdam      | 10000 m piani | 11ª       | 32'27"80    |                  |
| 2016 | Giochi olimpici | Rio de Janeiro | 10000 m piani | 17ª       | 31'36"16    | Record nazionale |